# 野狐囲碁
野狐囲碁（のぎつねいご）は、インターネット上の囲碁サイト。

## 概要
囲碁棋士である古力と孔令文（聶衛平の息子）が顧問を務める。世界戦（夢百合杯）初のインターネット対局も野狐囲碁で行われた。
プロ同士の対局をリアルタイムで観戦可能、高段になると囲碁AIと置き石で対局できる（公式サイト、こちらも参照）。Fox Coinでショップを利用できる。
ルームは香港、英国、日本、韓国の4種類があり、詰碁集やチュートリアルなどがある。